# جوان ستيفنز
جوان ستيفنز (بالإنجليزية: Joan Stevens)‏ هي أكاديمية نيوزيلندية، ولدت في 1908، وتوفيت في 1990 في بالميرستون نورث في نيوزيلندا.